# 기욤 니클루

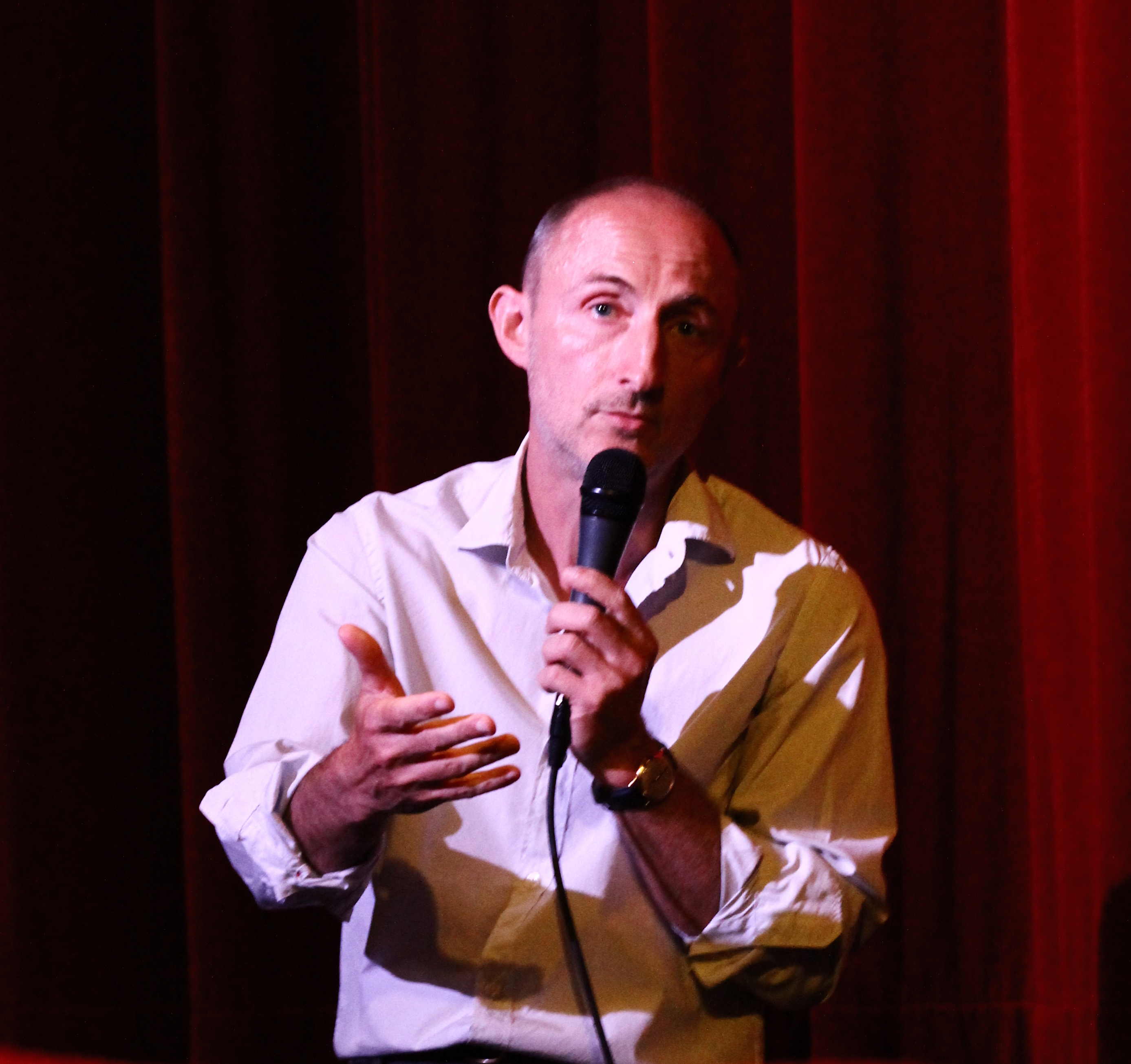

기욤 니클루(프랑스어: Guillaume Nicloux, 1966년 8월 3일 ~ )는 프랑스의 소설가, 배우, 영화 감독이다.

## 영화
- 탈라소 (2019년)
- 투 디 엔즈 오브 더 월드 (2017년)
- 디 엔드 (2016년)
- 밸리 오브 러브 (2015년)
- 미셸 우엘벡 납치사건 (2014년)
- 베일을 쓴 소녀 (2013년)
- 열쇠 (2007년)
- 스톤 카운실 (2006년)
- 아이 스탠드 얼로운 (1998년)
- 문어 (1998년)